# Deukhoed

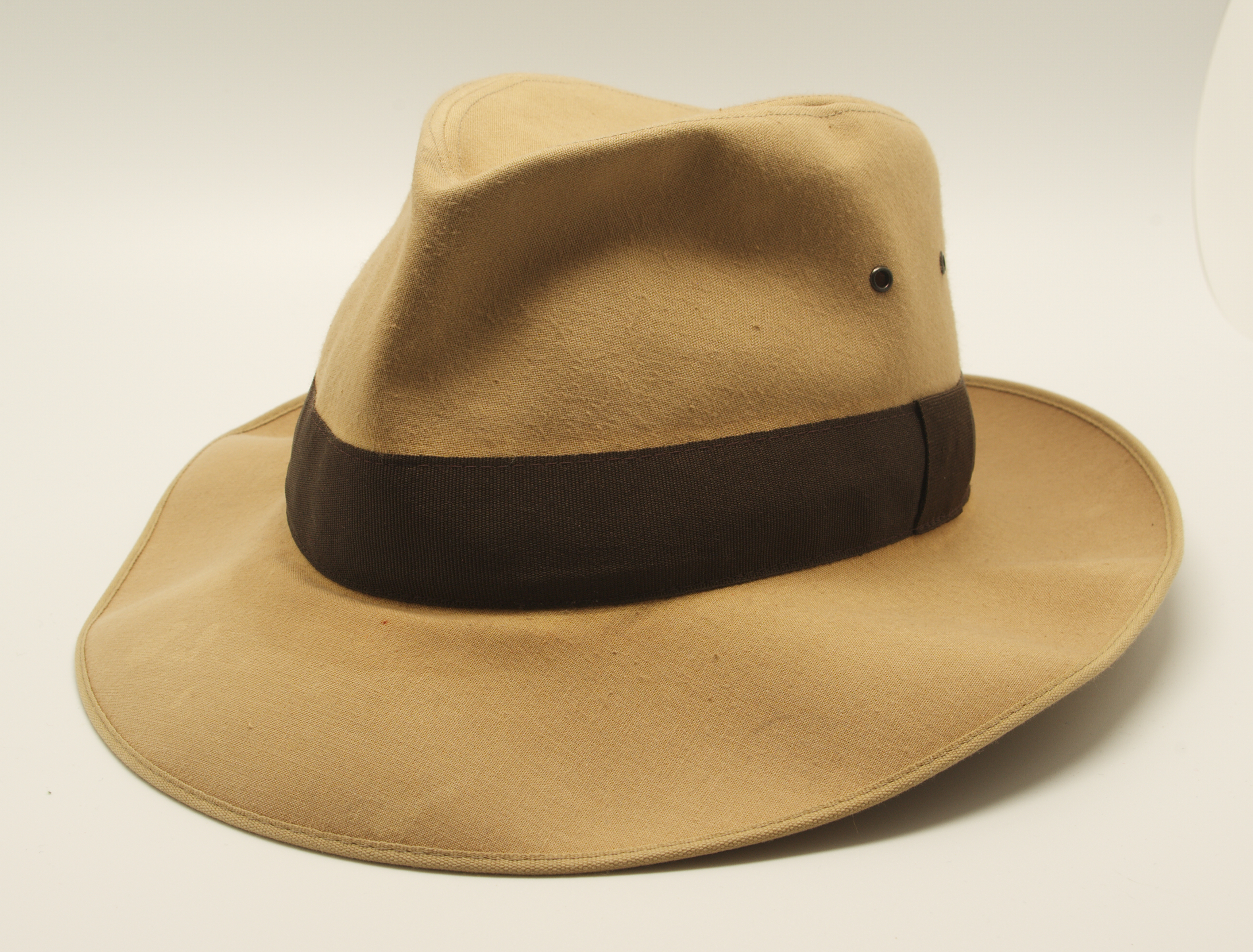
Een Fedora met druppelvormige deuk en twee knepen in de kroon, type 'Indiana Jones'

Een deukhoed of gleufhoed is een algemene benaming voor een hoed met een deuk boven in de kroon, en eventueel twee knepen in de voorkant van de kroon. Bekende typen deukhoeden zijn bijvoorbeeld de Homburg, de Fedora en de Trilby. De hoeden onderscheiden zich van elkaar door kronen van verschillende hoogtes en verschillend gevormde deuken, en een bredere of smallere hoedrand, al dan niet omgevouwen.
Ondanks de (kleine) verschillen in uiterlijk is de juiste benaming voor een type deukhoed niet altijd precies gedefinieerd. De benaming hangt ook samen met de periode en het land waarin dat bepaalde type populair was. Zo raakte de Homburg eind 19e eeuw populair toen een Engelse prins hem uit Duitsland meenam naar Groot-Brittannië; werd de Fedora vanaf 1882 populair (dankzij een toneelstuk), eerst bij vrouwen en pas vanaf 1924 bij mannen; en raakte de Trilby (ook dankzij een toneelstuk) rond 1900 in gebruik bij mannen in Groot-Brittannië.
Een deukhoed wordt meestal gemaakt van vilt en komt in vrijwel alle kleuren voor, maar bruin, grijs en zwart zijn het meest gangbaar. Hoeden voor de zomer worden ook van stro gemaakt.
Soms worden deukhoeden met een zogenaamde 'open kroon' geleverd: een gladde kroon zonder deuk. De kroon kan dan door de drager zelf naar believen ingedeukt worden.
De deukhoed werd oorspronkelijk vooral gedragen door mannen, maar kreeg ook een (afhankelijk van het type min of meer bescheiden) plaats in de mode voor vrouwen.

## Geschiedenis

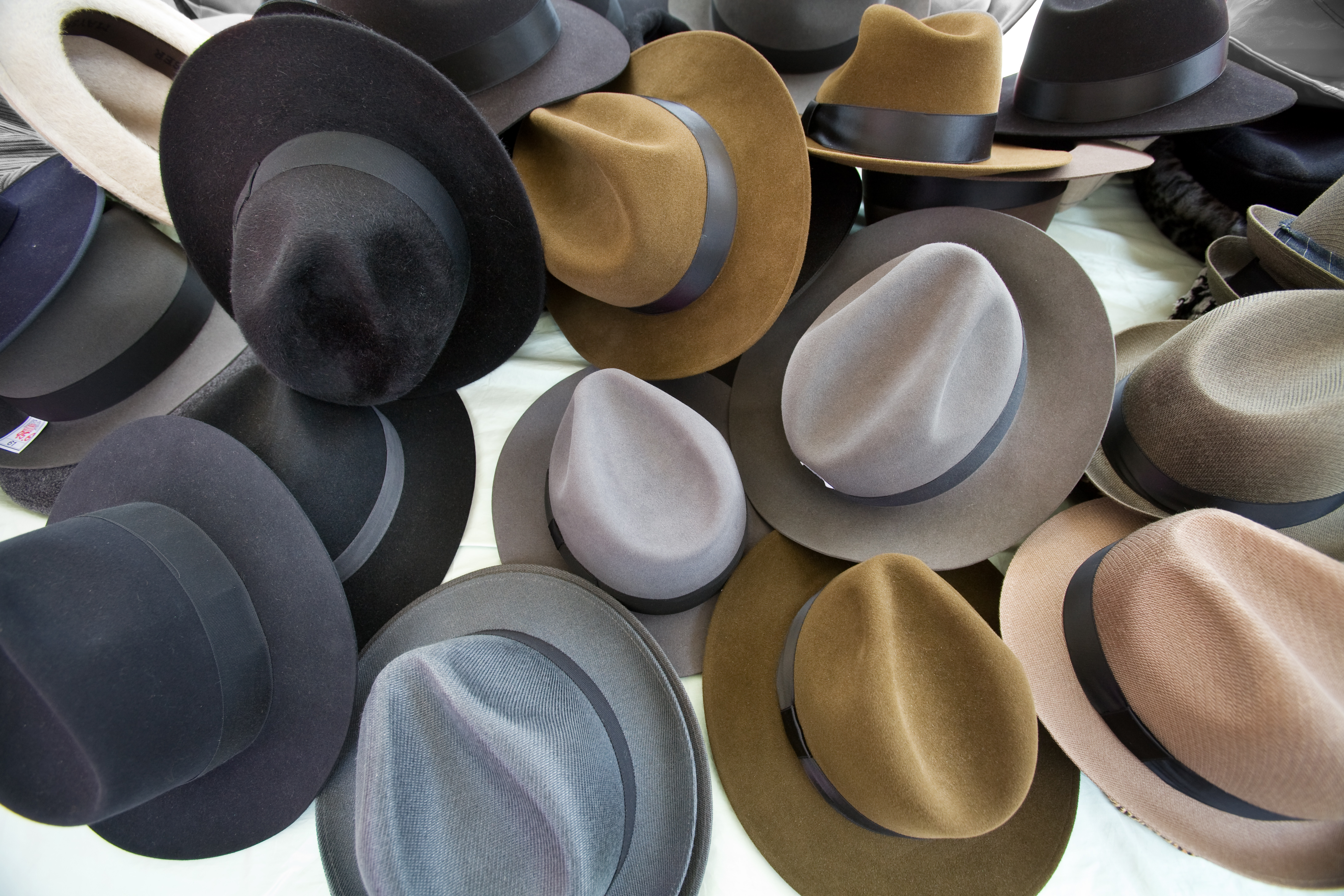
Deukhoeden van verschillend materiaal en met verschillende soorten deuken.

Deukhoeden werden eind 19e eeuw geïntroduceerd als vlotter model tegenover de formelere hoge hoed. Net als de bolhoed waren deukhoeden vooral populair in de periode van de jaren twintig tot de jaren zestig van de 20ste eeuw, met name bij de middenklasse. Onder invloed van onder meer de populariteit van Amerikaanse auto's met hun lage daken werden hogere modellen zoals de Fedora in de jaren 60 verdrongen door de Trilby, een hoed met een lagere kroon.
De deukhoed wordt sterk geassocieerd met gangsters en hun bestrijders tijdens de drooglegging en de Grote Depressie. In Hollywoodfilms uit de jaren veertig werd de hoed veel gebruikt door acteurs, die zowel privé-detectives als criminelen en andere "harde jongens" moesten spelen. Hierbij werd de deukhoed (met name de Homburg en de Fedora) meestal gedragen in combinatie met een lange regenjas.
De Trilby, die enigszins nonchalant achter op het hoofd kan worden gedragen, werd eind 20ste eeuw ook populair bij popsterren als onderdeel van hun kleding tijdens optredens.

## Bekende dragers
- Humphrey Bogarts personage in Casablanca had een Fedora.
- In de A Nightmare on Elm Street-filmreeks draagt Freddy Krueger een deukhoed.
- In de film The Adjustment Bureau dragen leden van Het Bureau deukhoeden als methode om door dimensies te reizen.
- Harrison Ford draagt als avonturier Indiana Jones in al zijn films een lichtbruine Fedora.
- Al Pacino als Michael Corleone draagt in de film The Godfather II een Homburg.[2]
- Dick Tracy uit de gelijknamige film draagt een gele Fedora.
- Perry het vogelbekdier uit de serie Phineas en Ferb draagt een deukhoed als hij werkt als agent.
- Popster Michael Jackson droeg in het openbaar vaak een zwarte, en in latere jaren ook een witte Fedora.
- In de serie White Collar draagt Neal Caffrey een deukhoed.
- Roger Allam draagt in zijn rol als inspecteur Fred Thursday in de serie Endeavour standaard een Fedora.
- Frank Sinatra was in de jaren '50 onafscheidelijk verbonden met zijn deukhoeden, zowel Fedora's als Trilby's.
- De Britse premier Winston Churchill werd zelden gezien zonder zijn Homburg.
- Zanger Leonhard Cohen droeg een Trilby als vast onderdeel van zijn kleding tijdens optredens.

## Galerij

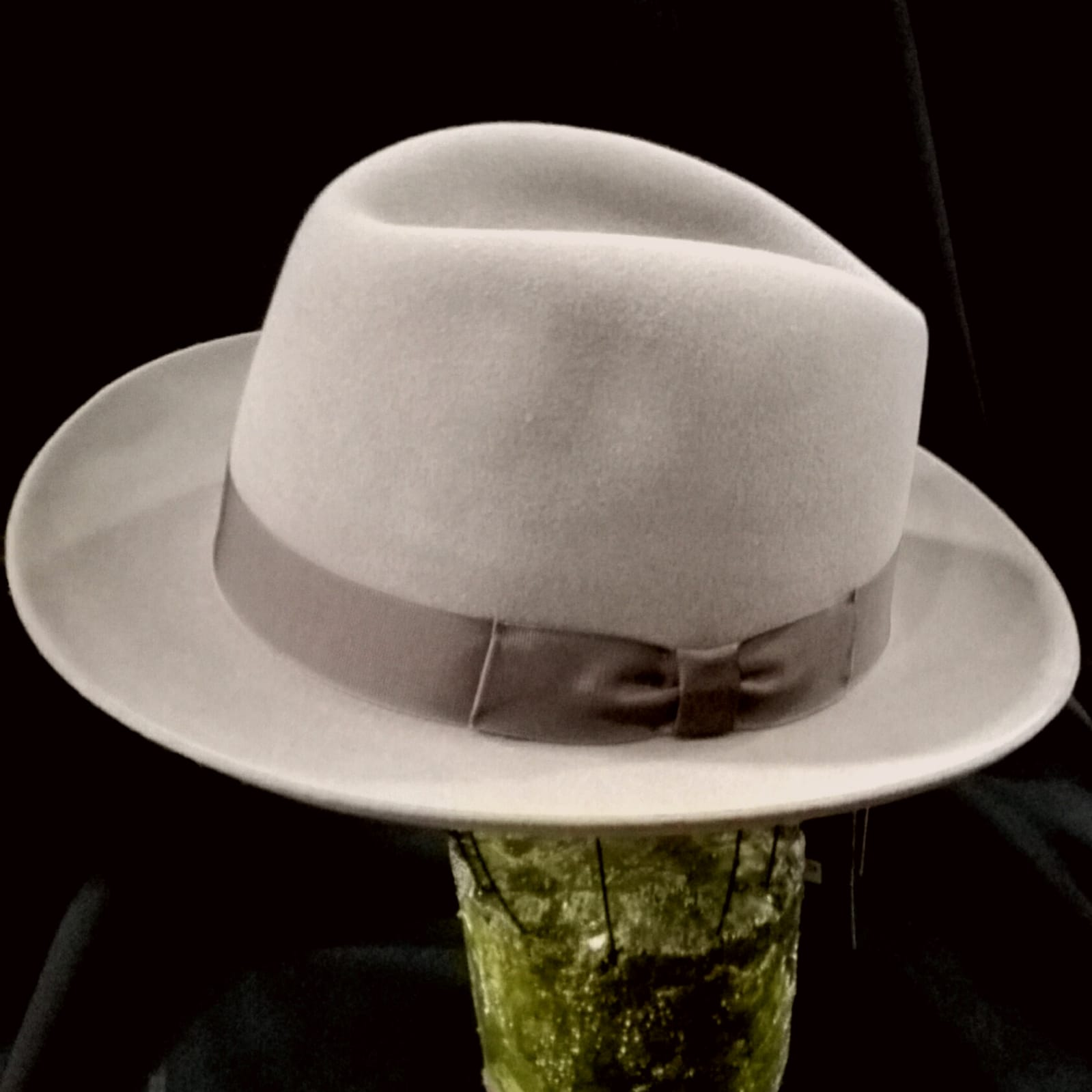
Een Homburg
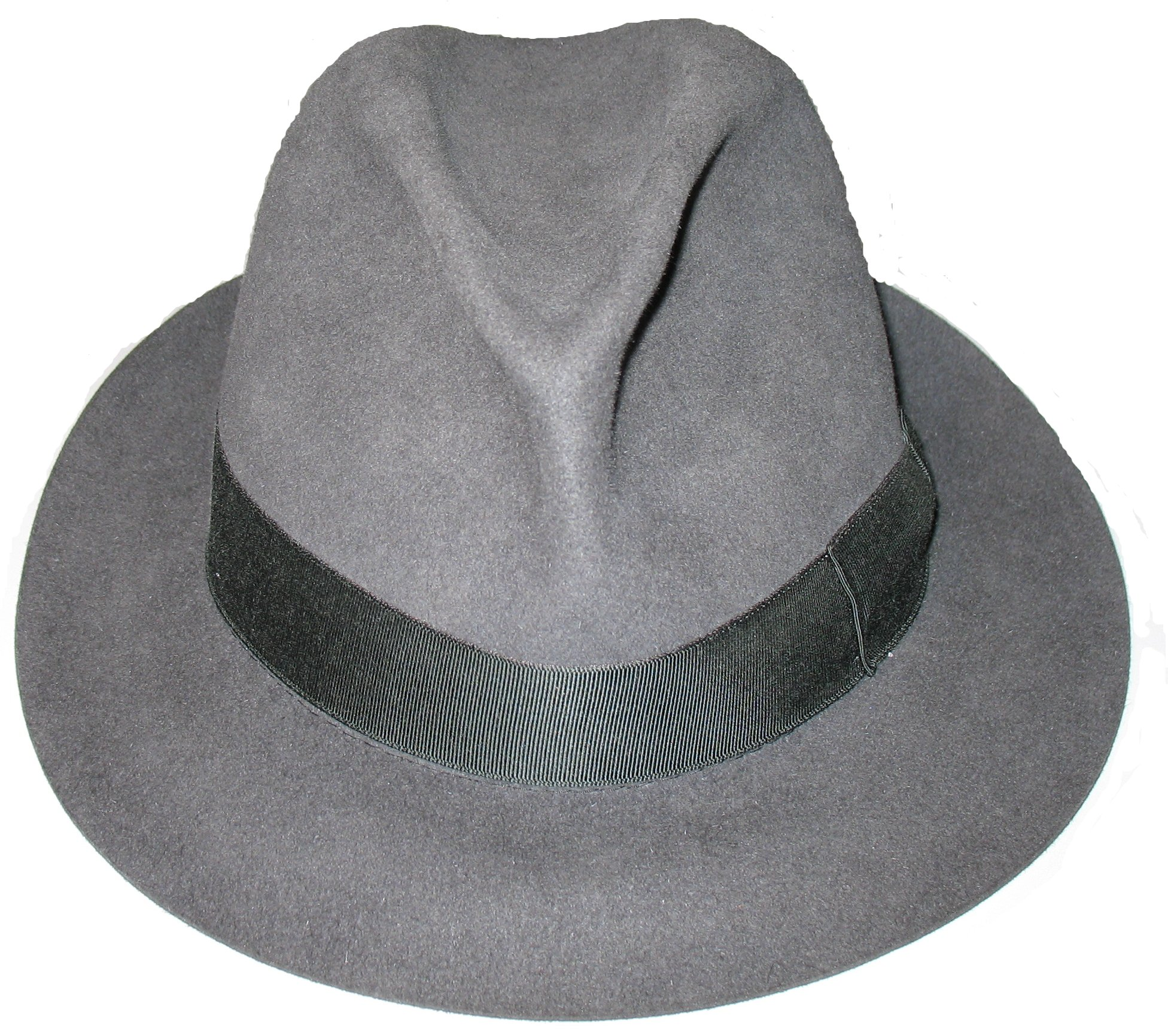
Fedora van Borsalino
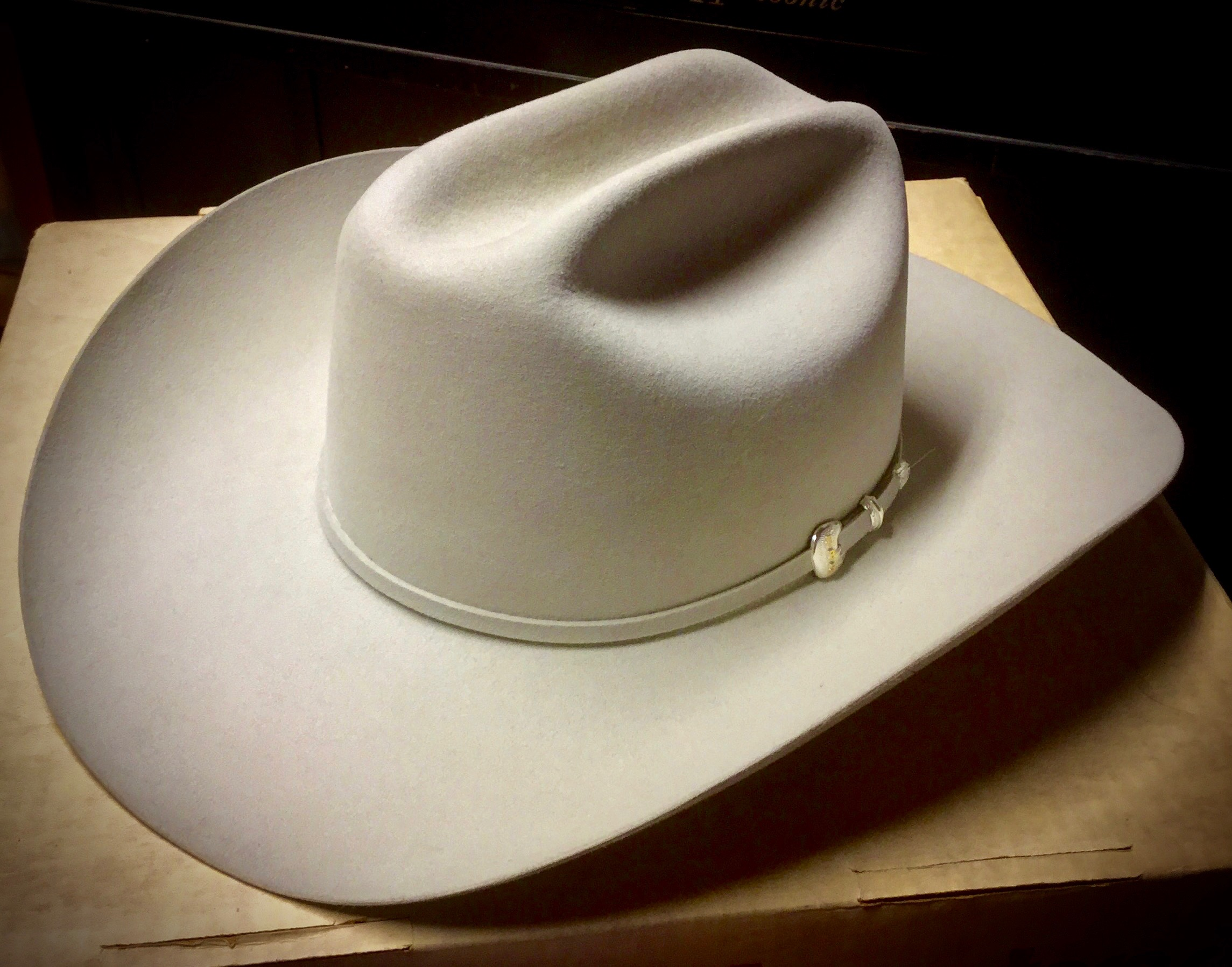
Een Stetson cowboyhoed
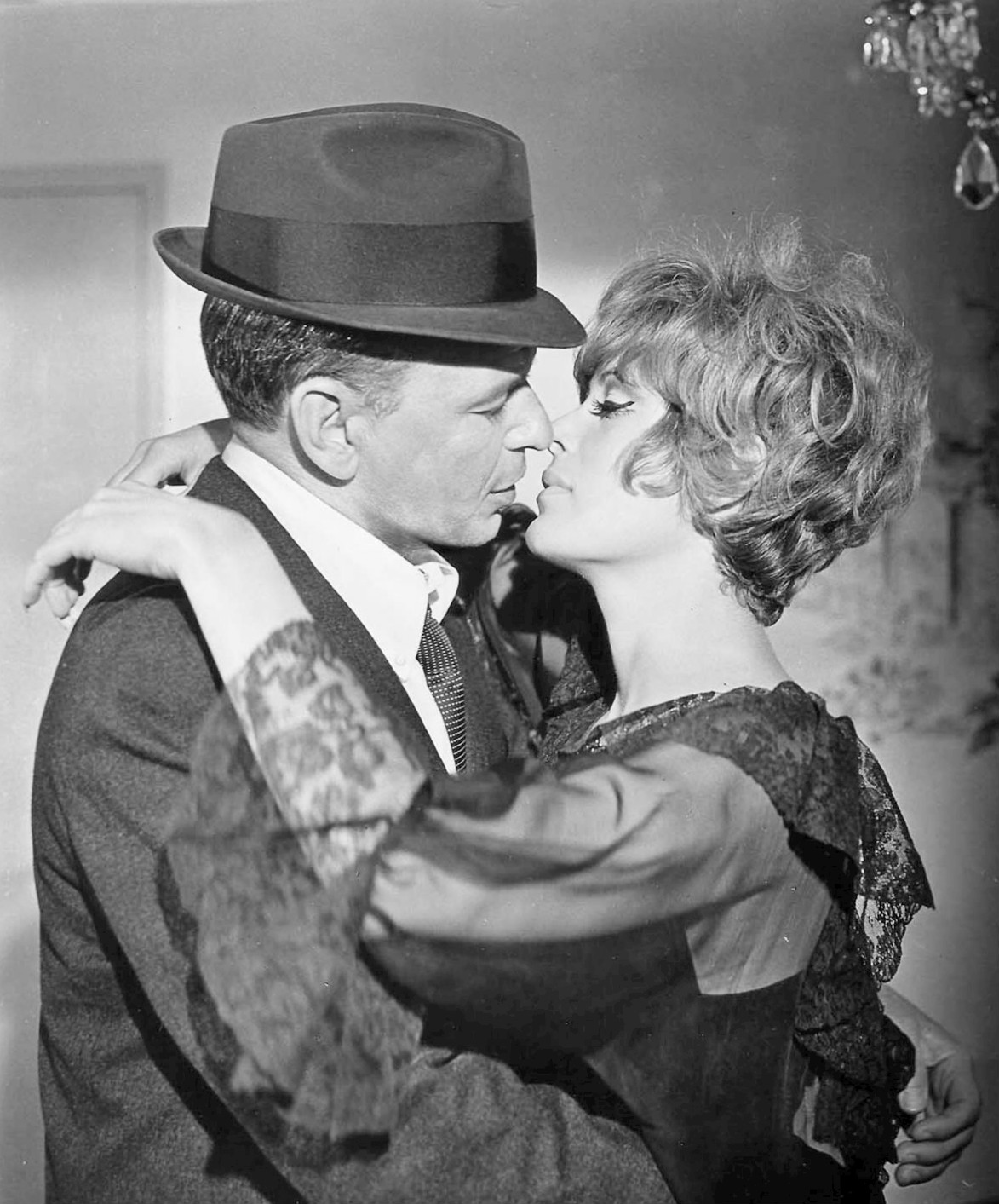
Frank Sinatra met Trilby